# 大橋 (馬淵川)
大橋（おおはし）は、青森県八戸市を流れる馬淵川に架かる橋である。大橋の歴史は八戸市内の橋の中で最も古く、初代大橋は承応3年（1654年）に完工したと記録が残っている。

## 概要
大橋は青森県八戸市を流れる馬淵川の下流に架かる橋で、一般国道104号の八戸市売市と長苗代を結んでいる。橋の全長は241.6メートル (m) の連続鈑桁橋である。1994年（平成6年）に発生した三陸はるか沖地震で被害を受け、「大橋架替事業」によって大橋が架け替えられた。その際に橋の愛称を市民に募集し、ふれあい橋の愛称がつけられている。大橋の交通量は1日あたり約13,000台。

## データ
- 事業費：不明
- 完工：1998年（平成10年）
- 延長：241.6 m
- 主径間：39.7 m
- 車線数：2車線
- 発注：八戸市
- 施工：川田
- 鋼重：354 t
- 総鋼重：778 t
- 支間割 (m) ：39.7+39.7+39.7

## 歴史
- 1654年（承応3年）の雑書「承応3年9月12日条」の記述に、「八戸御橋百二十間、渡始八月晦日」とい記録が残っている。
- 1660年（万治3年）の渡辺益庵「八戸紀行」の記述によると、「西のかたに虹の一すし見えけるは、まへち川にかかれる長橋なり」の記録がある。
- 1675年（明和2年）の御勘定書日記によると、188 m（104間）幅6.3 m（3間半）の橋が架かっていたという記録がある。
  - 洪水の被害で落橋することが多かったため、復旧工事の費用は領内全域に租税などを割り当てて負担させていた。
- 1868年（明治元年）の「新撰陸奥国誌」の記述によると、新しい土橋が架けられたと記録がある。長さ144 m（80間）、幅9 m（5間半）
- 「旧時年々7月26日煙火の遊興ありて、橋上の群衆立錐の隙も無りしと云う」の記録がある。
- 1931年（昭和6年）、旧大橋が完成。
- 1994年（平成6年）、三陸はるか沖地震の被害で橋脚が一部沈下。
- 1998年（平成10年）、「大橋架替事業」で新しい「大橋」が完工。ふれあい橋の愛称がつけられる。

## 大橋の由来
大橋の由来は諸説ある。
- 「八戸御橋（はちのへおんはし）」と呼ばれていたものが「大橋（おおはし）」に変わったという説。
- 南部を流れる大いなる川・馬淵川を大川と呼んでいたことから、そこに架かる橋ということで大橋と名付けられたという説。
- 八戸に伝わる民話「ナマズの恩返し」の話の中に登場する『川で助けたナマズからお礼にもらったお金で馬淵川に橋を架けた若者が、後にその功績を讃えられ、橋に若者の姓を取り、「大橋」と名付けられたと伝えられた』という説。

## ふれあい橋の由来
ふれあい橋の由来は、「末長く市民に親しまれるように」である。一般市民の公募で橋の名称が決まった経緯がある。

## ライブカメラ
国道104号八戸市内船渡のライブ画像、下長方面から売市方面を映す馬淵川と大橋の画像。青森ITSクラブが設置している。

## アクセス
- 八戸市役所から車で7分
- 市営バス・南部バスで「緑ヶ丘」バス停下車徒歩5分
- 市営バス・南部バスで「内舟渡」バス停下車徒歩2分

## その他
- 2009年（平成21年）には大橋の下に、土橋川の放水路も完成している。

## 参考
- 虎尾俊哉 (1982) 「日本歴史地名大系第二巻 青森県の地名」平凡社 pp116
- 日本橋梁学会橋梁データベース

座標: 北緯40度30分58秒 東経141度28分13秒 / 北緯40.51606度 東経141.47017度